# High and Dizzy
High and Dizzy é um curta-metragem norte-americano de 1920, do gênero comédia, estrelado por Harold Lloyd.

## Elenco
- Harold Lloyd - o Garoto
- Mildred Davis - a Garota
- Roy Brooks - seu Amigo
- Wallace Howe - Pai da garota